# Parapanamerikanische Spiele 2007
Die Parapanamerikanischen Spiele 2007, offiziell III Parapan American Games, waren eine große internationale Multisportveranstaltung für Behindertensportler mit Behinderungen in der Tradition der Parapanamerikanischen Spiele, die vom Americas Paralympic Committee geleitet wurden und vom 12. bis 19. August 2007 in Rio de Janeiro, Brasilien, stattfanden. Es wurde vom Organisationskomitee von Rio de Janeiro (CO-Rio 2007) und dem Brasilianischen Paralympischen Komitee (CPB) organisiert und war das erste Mal, dass die Parapanamerikanischen Spiele in derselben Stadt ausgetragen wurden und direkt im Anschluss an die Panamerikanischen Spiele.

## Bieterverfahren

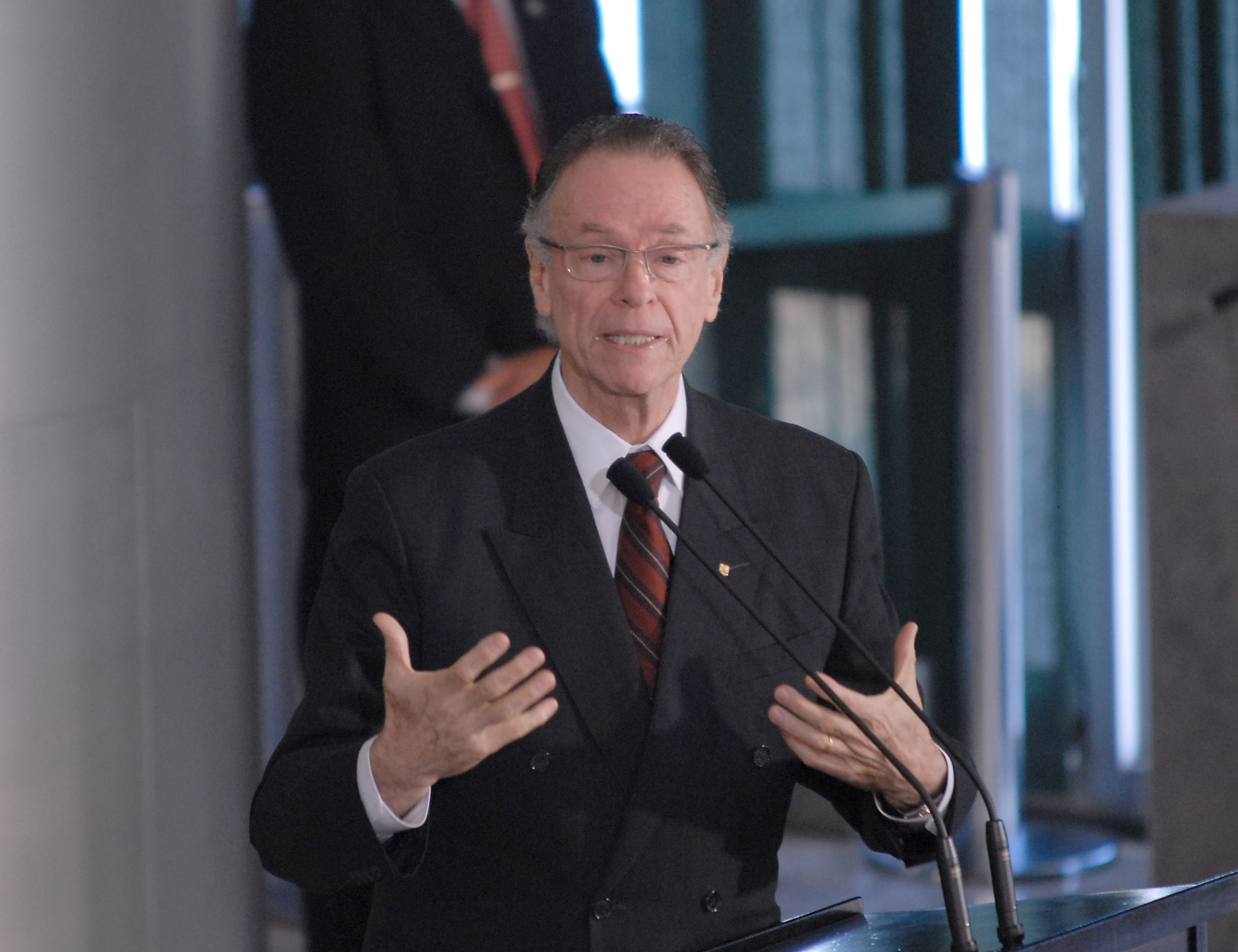
Carlos Arthur Nuzman, Vorsitzender der Bewerbung von Rio de Janeiro für die Panamerikanischen Spiele 2007.

Das offizielle Angebot wurde im August 2001 während der Generalversammlung der 39. Panamerikanischen Sportorganisation (PASO) in Santo Domingo, Dominikanische Republik eingereicht. Im April 2002 gab die PASO nach der Zustellung von Briefen der Bundes-, Landes- und Stadtregierung sowie des BOC, in denen die Einhaltung der geltenden Spielbestimmungen durch Länder, Bundesstaaten, Städte und brasilianische Sportarten bestätigt wurde, die Genehmigung der Bewerbung von Rio de Janeiro bekannt. Anschließend reichte das Bewerbungskomitee detaillierte Bewerbungsunterlagen für die Spiele ein. Das Dokument wurde mit Unterstützung der Fundação Getulio Vargas (FGV) erstellt und entwickelt, die von der Stadtregierung von Rio de Janeiro in Auftrag gegeben wurde. Im Rennen um die Ausrichtung der Panamerikanischen Spiele 2007 traf Rio de Janeiro auf die Stadt San Antonio, Vereinigte Staaten; die zuvor Houston, Miami und Raleigh besiegten, um der amerikanische Kandidat zu werden.
Gemäß der Satzung und den Vorschriften der PASO wurde die Gastgeberstadt durch direkte Abstimmung während der XL PASO-Generalversammlung am 24. August 2002 in Mexiko-Stadt, Mexiko ausgewählt. Die Kandidatenstadt erhielt die einfache Mehrheit Stimmen von Vertretern der 42 Mitgliedsstaaten des Nationalen Olympischen Komitees (NOCs) würden das Recht erhalten, den Wettbewerb auszurichten. Die Ankündigung erfolgte durch PASO-Präsident Mario Vázquez Raña. Rio de Janeiro erhielt 30 gegen 21 Stimmen aus San Antonio. Geprägt durch eine professionelle Strategie, zu der auch die Ausstrahlung von Stadt- und Projektvideos gehörte, überzeugte der Wahlkampf von Rio de Janeiro die Mehrheit der Wähler, die insgesamt 51 Stimmen erhielten. Die 39-köpfige brasilianische Delegation brach in ausgelassene Feierlichkeiten zur Feier der höchsten Errungenschaft des Landes bei der Organisation von Sportveranstaltungen aus.

## Fackellauf
Mit dem Parapan American Torch Relay 2007 wurde der erste Fackellauf in der Geschichte der Parapan American Games eingeführt. Es fand am 11. August 2007 statt und dauerte nur einen Tag. Die Strecke war insgesamt 20 Kilometer lang.

## Teilnehmende Nationen
25 Nationen nahmen an den Spielen teil.